# Vännäs samrealskola
Vännäs samrealskola var en realskola i Vännäs verksam från 1941 till 1965.

## Historia
Skolan inrättades 1936 som en högre folkskola, vilken 1941 ombildades till en kommunal mellanskola. Denna ombildades från 1946 successivt till Vännäs samrealskola.
Realexamen gavs från 1941 till 1965.